# Sauvetrea trigona
Sauvetrea trigona är en orkidéart som först beskrevs av Charles Schweinfurth, och fick sitt nu gällande namn av Dariusz Lucjan Szlachetko. Sauvetrea trigona ingår i släktet Sauvetrea och familjen orkidéer.
Artens utbredningsområde är Peru.

## Underarter
Arten delas in i följande underarter:
- S. t. amaroensis
- S. t. trigona